# All rights reversed

Il simbolo del copyleft symbol. Contrariamente al simbolo del copyright non ha valore legale.

All rights reversed è una frase che indica una rinuncia ai diritti di autore su un'opera, o la sua pubblicazione sotto licenza copyleft. È un gioco di parole riferito alla frase comune "All rights reserved", "Tutti i diritti riservati", originariamente richiesta per poter godere di diritto d'autore dalla Convenzione di Buenos Aires del 1910.
"All Rights Reversed" (in alcuni casi scritto rites) è stato usato alla fine degli anni 60 da Gregory Hill per autorizzare la ristampa libera della sua opera Principia Discordia; il disclaimer era accompagnato dal simbolo kosher "Ⓚ", in riferimento al simbolo del copyright © e a kallisti.
Nel 1984/5 il programmatore Don Hopkins inviò a Richard Stallman una lettera intitolata "Copyleft—all rights reversed"; Stallman scelse l'espressione per identificare il suo metodo di distribuzione di Software libero. In questo caso l'espressione è spesso accompagnata da una versione ribaltata del simbolo di copyright (vedi figura).
Le espressioni "All Rights Reversed", "All Rites Reversed" e/o il simbolo di "Copyleft" sono usati di tanto in tanto da parte di chi pubblica o produce materiale coperto da diritto di autore per esprimere in modo simpatico che non vogliono sfruttarne i diritti, ma ciascuno può farne ciò che vuole, e per incoraggiare la copia e l'uso di quel materiale.
Il personaggio open source Jenny Everywhere è pubblicato sotto una licenza "All rights reversed".